# 碑文谷ひんと
碑文谷 ひんと（ひもんや ひんと）は、日本の作詞家。

## 概要
ホームページやブログ、TwitterやFacebookなど、自身の近況を自ら発表する場を1つも持っておらず、全くと言っていい程情報が皆無である。
アマチュア時代は、様々なアーティストとコラボレートしていたようだが、メジャーデビュー以降の殆どの提供作品は、作曲を吉田将樹が担当している。

## 主な作品

### アーティスト
| アーティスト | 発売日        | タイトル  | 作編曲                        | 初収録作品           | 最高位 | 備考                     |
| ------------ | ------------- | --------- | ----------------------------- | -------------------- | ------ | ------------------------ |
| 近藤夏子     | 2014年3月5日  | 甘い恋    | 作曲：吉田将樹 編曲：吉田将樹 | アルバム スマイる!   | 41位   |                          |
| 近藤夏子     | 2014年3月5日  | Colette?? | 作曲：吉田将樹 編曲：吉田将樹 | アルバム スマイる!   | 41位   |                          |
| John-Hoon    | 2010年1月20日 | TRUE LOVE | 作曲：吉田将樹 編曲：吉田将樹 | シングル Rainy Flash | 15位   |                          |
| TIANA XIAO   | 2009年5月20日 | Promise   | 作曲：吉田将樹 編曲：吉田将樹 | シングル 悲しい嘘    | 圏外   | メジャーでの初提供作品。 |

### アニメテーマソング
| アニメ作品     | タイトル               | 作編曲                        | 収録作品       | 発売日        |
| -------------- | ---------------------- | ----------------------------- | -------------- | ------------- |
| 帰宅部活動記録 | キミについて言えること | 作曲：とく 編曲：とく         | 帰宅部@音楽室♪ | 2013年9月18日 |
| 帰宅部活動記録 | 花火                   | 作曲：吉田将樹 編曲：吉田将樹 | 帰宅部@音楽室♪ | 2013年9月18日 |
| 帰宅部活動記録 | ワクワクDAYS☆          | 作曲：吉田将樹 編曲：吉田将樹 | 帰宅部@音楽室♪ | 2013年9月18日 |